# Галарса, Матиас Алехандро
Мати́ас Алеха́ндро Гала́рса (исп. Matías Alejandro Galarza; род. 4 марта 2002, Сан-Исидро, Буэнос-Айрес) — аргентинский футболист, полузащитник клуба «Тальерес».

## Клубная карьера
Галарса — воспитанник клуба «Архентинос Хуниорс». 11 декабря 2021 года в матче против «Атлетико Сармьенто» он дебютировал в аргентинской Примере. 15 февраля 2022 года в поединке против «Ньюэллс Олд Бойз» Матиас забил свой первый гол за «Архентинос Хуниорс».
Летом 2022 года Галарса перешёл в бельгийский «Генк». Сумма трансфера 5,5 млн. евро. 14 августа в матче против «Зюлте-Варегем» он дебютировал в Жюпиле лиге. 